# Wahrheit oder Pflicht
Wahrheit oder Pflicht är det åttonde studioalbumet av den tyska gruppen Oomph!. Det släpptes den 8 februari 2004.

## Låtförteckning
1. Augen auf!
2. Tausend neue Lügen
3. Wenn du weinst
4. Sex hat keine Macht
5. Brennende Liebe
6. Dein Weg
7. Du spielst Gott
8. Dein Feuer
9. Eisbär
10. Der Strom
11. Nichts (ist kälter als deine Liebe)
12. Diesmal wirst du sehn
13. Tief in dir
14. Im Licht